# Bühlbach (Fischach)
Der Bühlbach ist ein knapp 5 km langer Bach überwiegend auf dem Gebiet der Gemeinde Obersontheim im Landkreis Schwäbisch Hall im nordöstlichen Baden-Württemberg, der etwas unterhalb von deren Dorf  Mittelfischach von rechts und Westen in die mittlere Fischach mündet.

## Geographie

### Verlauf
Der Bühlbach entsteht auf der bewaldeten Hochfläche der nördlichen Limpurger Berge etwa anderthalb Kilometer nördlich des Gaildorfer Weilers Winzenweiler etwas neben der Kohlenstraße und eben schon auf Obersontheimer Gemarkung. Dort beginnt nahe bei einem flachen, etwa 20 Meter langen Waldteich in einer sich ostwärts vertiefenden Einsenkung eine Gewässerrinne, in der der Bach auf bis zu 504 m ü. NHN entspringt. Er zieht von hier bis hin zur Mündung ostwärts, unterquert nach etwa hundert Metern die am oberen Hangknick der Hochfläche verlaufende Waldstraße und gräbt sich dann zwischen den Hochebenenvorsprüngen um den Haspelsee im Süden und der Harzplatte im Norden seine weite Talmulde, in der er vergleichsweise langsam talwärts läuft. Hierbei durchschneidet er auch kurz einen Zipfel Gaildorfer Gemarkung. Knapp einen Kilometer unterhalb des Ursprungs wird auf etwa 440 m ü. NHN der Abfall flacher, wenig später unterquert er den Bogen eines ebenfalls gut gegründeten Schotterwaldweges, der hier am Fuß seiner Bergbucht zieht. Bald darauf tritt er an den Rand des flachen Flurvorsprungs, der zwischen Rappoltsau und Rappoltshofen im Norden westwärts bis an den Fuß der Limpurger Berge reicht.
In kleinen Mäandern einer sich sehr langsam eintiefenden Mulde, begleitet von Erlen und meist ziemlich dicht innen am Waldrand, läuft er weiter nach Osten, bis er etwa 2,8 km nach seiner Quelle auf etwa 424 m seinen ersten und einzigen größeren Zufluss durch den 2,1 km langen Amsbach erfährt, der etwas westlich des schon erwähnten, auf der Hochebene angestauten Haspelsees entsteht, diesen durchläuft und dann durch eine steilere Klinge herabstürzt. An dieser Zumündung in einer feuchten Wiesenniederung verlässt er nun die letzten Ausläufer des Waldes und tritt endgültig in den Unternaturraum Fischachtalbucht mit Randhöhen über, der wie die eben verlassene Berglandschaft ein Teil der Schwäbisch-Fränkischen Waldberge ist. Bald fließt er einen Viertelskilometer nördlich von Rappoltsau verrohrt unter der K 2622 Engelhofen–Rappoltshofen hindurch, der ersten öffentlichen Straße auf seinem Weg, und läuft nun meist am Fuß des steileren rechten Muldenhangs Hägele unter Feldhecken, einer Viehweide in alter Obstwiese und einem kleinen Hangwaldstreifen, während am flacheren linken Hang die Felder nah ans Ufer reichen. Am Waldbeginn speist er dabei am rechten Ufer auf etwa 406 m einen Kleinweiher, an der Waldostspitze quert ein Feldweg den Bach, wonach er nun neben diesem in einem gezogenen Graben dahinzieht.
Dem nächsten zulaufendem Feldweg folgend, mündet von links ein kurzer und wenig Wasser führender Graben aus dem Flurtälchen Finstere Klinge, danach läuft der Bach auf nun etwas unter 400 m ü. NHN in der Fluraue seines Unterlaufs in fast gerader Linie zwischen Feldern und Wiesen ostwärts und wird dabei auf etwa 396 m von der sogenannten Schwarze Brücke der Landesstraße 1066 von Gaildorf nach Mittelfischach überspannt. Zwischen den Hängen Bergäcker rechts und Naßhalde links – letzte ist mit 430 m wenig höher und zeigt an drei Stellen klingenähnliche Auskehlungen und einen heideähnlichen Bewuchs, während der oberen Hangkante der Bergäcker ein Nadelwaldstreifen folgt – weitet sich die flache Aue beidseits des von lockerem Gehölz begleitenden Baches stark aus. Im Abstand von wenig mehr als hundert Metern passiert er den Friedhof und den südlichen Ortsrand Mittelfischachs und unterquert dann am Übertritt in die Fischachaue die dort dem kleinen Fluss folgende Talstraße K 2627. Nach noch 400 Metern quer und gehölzlos über die Fischachaue mündet der Bühlbach schließlich etwa 400 Meter vom Ortsrand von Mittelfischach entfernt auf 385,2 m ü. NHN von rechts in die in einem ebenfalls begradigten Graben südostwärts laufende untere Fischach.
Der Bühlbach mündet nach einem 4,8 km langen Lauf mit mittlerem Sohlgefälle von etwa 25 ‰ ungefähr 119 Höhenmeter unterhalb seines höchsten Ursprungs.

### Einzugsgebiet
Der Brühlbach entwässert ein 3,9 km² größes Einzugsgebiet ostwärts zur Fischach, das zum etwas geringeren Teil in den nördlichen Limpurger Bergen auf deren Hochfläche und am Ostabfall liegen, zum etwas größeren dem anschließenden Tiefland Fischachbucht und Randhöhen angehören, beides Unterräume des Naturraums der Schwäbisch-Fränkischen Waldberge.
Das Einzugsgebiet erstreckt sich von der recht flachen Hochfläche der Limpurger Berge auf 510 m ü. NHN und etwas darüber nördlich von Winzenweiler, wo die Karte am Nordwesteck beim Streitberg mit 514,1 m die größte Höhe überhaupt ausweist, etwa 4,8 km weit ostwärts bis zur Mündung. Quer dazu ist es maximal 1,3 km breit. Im Norden grenzt der Entwässerungsbereich des Rappoltshofener Benzenbachs an, im Südosten der des Engelhofener Breitenbachs, die beide ebenfalls in Ostrichtung zur Fischach laufen. Im Südwesten auf der Hochebene konkurriert der Oberlauf Rotklingenbach des Sulzbacher Eisbachs in südsüdwestlichem Lauf zum aufwärtigen Kocher, jenseits der Hochebene am Westabhang der Limpurger Berge zwei Oberläufe und ein Zufluss des Eutendorfer Steppachs näher zum Kocher.
Die Naturraumgrenze zwischen dem Bergland im Westen und der Fischachbucht im Osten folgt der Waldgrenze zur Flurlandschaft im Tiefland. Dort herrschen zwei Höhenstufen vor: eine mittlere auf 430–420 m, auf der vor allem Äcker zu finden sind, und eine untere auf 410–395 m mit der Mündungsbucht des Bühlbachs selbst und der Fischachtalaue, wo es mehr Wiesen gibt.
Die geringe Besiedlung beschränkt sich auf die zwei Höfe der Rappoltsau wenig vor der Waldgrenze und den jüngeren südlichen Siedlungsrand Mittelfischachs, der am Abhang des auslaufenden aufwärtigen Mündungssporns steht. Diese Siedlungsplätze gehören zur Gemeinde Obersontheim. Daneben hat Gaildorf noch einen Anteil von etwa 1 km² am Einzugsgebiet, ausschließlich Waldflächen vor allem auf der Hochebene um den Haspelsee.

### Zuflüsse und Seen
Liste der Zuflüsse und  Seen von der Quelle zur Mündung. Gewässerlänge, Seefläche und Einzugsgebiet und Höhe nach den entsprechenden Layern auf der Onlinekarte der LUBW. Andere Quellen für die Angaben sind vermerkt.
Ursprung des Bühlbachs auf etwa 504 m ü. NHN auf der bewaldeten Hochfläche der nördlichen Limpurger Berge 1,5 km nördlich von Gaildorf-Winzenweiler eben schon auf Obersontheimer Gemeindegemarkung an der Südseite des Streitbergs und wenig westlich der Kohlenstraße. Der Bach läuft von Anfang bis Ende östlich.
- Wird nahe am Ursprung aus einem flachen Waldtümpel auf etwas über 505 m ü. NHN gespeist, etwa 1 a.[2]
- Amsbach, von rechts und Westsüdwesten auf etwa 424 m ü. NHN etwa 200 Meter vor der Unterquerung der K 2621 Engelhofen–Rappoltshofen in einer Wiesenniederung einen Viertelskilometer nordwestlich von Rappoltsau, 2,1 km[LUBW 6] und ca. 1,1 km².[LUBW 7] Entsteht auf etwa 500 m ü. NHN ca. 0,2 km westlich des Haspelsees, läuft anfangs östlich und bis fast zuletzt allenfalls ostnordöstlich.
  -  Durchfließt nach etwa 200 Metern auf etwa 498 m ü. NHN den vor der Kohlenstraße angestauten Haspelsee, 1,3 ha.
  -  Speist auf etwa 422 m ü. NHN einen länglichen Fischteich rechts am Lauf etwa 30 Meter südwestlich von Rappoltsau, unter 1 a.[2]  Danach Knick nach Norden für die letzten ungefähr 0,3 km Lauf.
- Speist auf etwa 406 m ü. NHN einen Kleinweiher rechts des Laufs am Fuß des Hangwäldchens unterm Hägele, 0,1 ha.
- Zulauf aus der Finsteren Klinge, von links und Norden auf etwa 399 m ü. NHN an einer Feldweggabel etwa 300 Meter westlich der Schwarzen Brücke (Bühlbach-Brücke der L 1066 Winzenweiler–Mittelfischach), ca. 0,3 km[LUBW 8] und ca. 0,2 km².[LUBW 8] Entsteht auf etwa 404 m ü. NHN und läuft als Graben neben einem Feldweg im unteren Bereich der Finsteren Klinge.

Mündung des Bühlbachs von rechts und Westen auf 385,2 m ü. NHN etwa 400 Meter südöstlich des Ortsrandes von Mittelfischach in die untere Fischach. Der Bühlbach ist 4,8 km lang und hat ein 3,9 km² großes Einzugsgebiet.

## Geologie
Der Lauf des Bühlbachs beginnt im oberen Mittelkeupers im Kieselsandstein (Hassberge-Formation) oder allenfalls in den diesem im Bereich des Streitbergs noch aufliegenden Oberen Bunten Mergeln (Mainhardt-Formation). Ab der Hangkante durchläuft er schnell die Unteren Bunten Mergel (Steigerwald-Formation) darunter und quert dann einen zweiten Gürtel aus Schilfsandstein (Stuttgart-Formation). Schon bevor er die Ebene am Bergfuß erreicht, läuft er im Gipskeuper (Grabfeld-Formation), dessen erosionsresistente Corbula-Schicht ursächlich für die weiten Flurebenen zu beiden Seiten seiner anfangs noch schmalen Mulde ist, die er bereits ausgeräumt hat. Ihre östlichsten Ausläufer decken noch die Bergäcker und die Naßhalde. Die Mündung liegt im Gipskeuper. Schon vor dem Zulauf des Amsbachs liegt ein Hochwassersedimentband auf der Muldensohle, das sich mehr und mehr ausweitet.
Eine südliche tektonische Seitenstörung der Neckar-Jagst-Furche folgt etwa der Oberlaufklinge und zieht sich vermutlich bis ins ebene Vorland.

## Natur und Schutzgebiete
Der Bühlbach hat in seinem Waldabschnitt und noch darüber hinaus einen sehr natürlichen Lauf. In seiner nicht besonders steil abfallenden und eher weiten Waldklinge am Berghang fließt er teils in flachem, teils in steil eingeschnittenem Bett, das kleinräumig oft die Richtung wechselt. Teilweise hat er hier Zulauf von der Seite aus kleinen Rinnsalen. Die Sohle ist mancherorts steinig, anderswo liegen kleine Sandschüttungen. Nachdem er schon im Wald nach der Querung des unteren Wirtschaftsweges in flachem Lauf zieht, reiht sich eine Folge von Naßwiesen an seinem Ufer. Unterhalb der ersten Fahrstraße bei Rappoldsau liegt unter einer größeren Feldhecke am linken Hang ein ufernaher Tümpel. Nachdem er den letzten Waldstreifen am Ufer hinter sich lässt, beginnt der Bühlbach an einer Feldwegbrücke in künstlichem Bett mit anfangs noch wechselnder Richtung zu laufen. Bis zur Schwarzen Brücke der Landesstraße begleitet ihn hier Schilfröhricht am Ufer. Nach der Landesstraße läuft er sehr gerade und von lockerem Gehölz, oft auch von Erdwegen und Überfahrten neben den und auf den Äckern und Wiesen dicht am Ufer begleitet. Jenseits der Fischachtalstraße strebt er zuletzt schnurgerade und ohne jedes Ufergehölz vollends bis zur Mündung.
Die östlichen Anteile des Einzugsgebietes in der freien Flur gehören zum Landschaftsschutzgebiet Fischachtal mit Nebentälern und angrenzenden Gebieten zwischen Herlebach und Kottspiel. Ebenfalls zu diesem zählen die kleineren ebenen Waldflächen schon am Bergfuß zwischen Bühlbach, Amsbach und dessen Mündung. Die Waldgrenze trennt auch recht genau die Naturräume Limpurger Berge im Westen und Fischachtalbucht mit Randhöhen im Osten. Der Gaildorfer Gebietsanteil im Westen gehört zum Naturpark Schwäbisch-Fränkischer Wald.

### LUBW
Amtliche Online-Gewässerkarte mit passendem Ausschnitt und den hier benutzten Layern: Lauf und Einzugsgebiet des Bühlbachs

Allgemeiner Einstieg ohne Voreinstellungen und Layer: Daten- und Kartendienst der Landesanstalt für Umwelt Baden-Württemberg (LUBW) (Hinweise)
1. 1 2  Höhe nach dem Höhenlinienbild auf dem Hintergrundlayer Topographische Karte.
2. 1 2  Höhe nach schwarzer Beschriftung auf dem Hintergrundlayer Topographische Karte.
3. 1 2  Länge nach dem Layer Gewässernetz (AWGN).
4. 1 2  Einzugsgebiet nach dem Layer Basiseinzugsgebiet (AWGN).
5. ↑  Seefläche nach dem Layer Stehende Gewässer.
6. ↑  Länge nach dem Layer Gewässernetz (AWGN) des Online-Kartenservers der LUBW, dazu abgemessen den dort nicht erfassten Lauf des Amsbachs westlich des Haspelsees auf dem Hintergrundlayer Topographische Karte.
7. ↑  Einzugsgebiet abgemessen auf dem Hintergrundlayer Topographische Karte.
8. 1 2  Länge abgemessen auf dem Hintergrundlayer Topographische Karte.
9. ↑  Schutzgebiete nach den einschlägigen Layern, Natur teilweise nach dem Layer Biotop.

### Andere Belege
1. ↑  Wolf-Dieter Sick: Geographische Landesaufnahme: Die naturräumlichen Einheiten auf Blatt 162 Rothenburg o. d. Tauber. Bundesanstalt für Landeskunde, Bad Godesberg 1962. → Online-Karte (PDF; 4,7 MB)
2. 1 2  Seefläche abgeschätzt nach Augenschein.
3. ↑  Geologie nach den Layern zu Geologische Karte 1:50.000 auf: Mapserver des Landesamtes für Geologie, Rohstoffe und Bergbau (LGRB) (Hinweise). Ein ähnliches Bild bieten die unter → Literatur aufgeführten geologischen Karten.